# جوشکاری تیتانیوم
تیتانیوم عنصر شیمیائی است که در جدول تناوبی دارای نشان Ti وعدد اتمی ۲۲ است. تیتانیوم عنصری است نرم، سبک، نقره‌ای براق، درخشان و فلزی مقاوم در برابر فرسایش است و در آلیاژهای محکم و سبک و رنگ‌دانه‌های سفید کاربرد دارد. این عنصر در مواد معدنی متعددی وجود دارد، ولی منابع اصلی آن، روتیل و ایلمنیت هستند. دسته‌بندی آلیاژهای تیتانیوم بر اساس ساختار کریستالی آن آلیاژ در دمای محیط به سه دسته آلفا، بتا و آلفا-بتا تقسیم می‌شوند. تیتانیوم تمایل شیمیایی زیادی به اکسیژن است و یک لایه اکسیدی پایدار و چسبنده به سرعت روی یک سطح تمیز حتی در دمای اتاق تشکیل می‌دهد. این رفتار منجر به تشکیل یک رفتار غیرفعال‌شدگی طبیعی می‌شود که میزان مقاومت به خوردگی آن را بالا می‌برد. تمایل زیاد تیتانیوم به اکسیژن با دما افزایش یافته و لایه اکسید سطحی در دماهای بالا، افزایش ضخامت می‌دهد. در دماهایی بالاتر از ۵۰۰ درجه سانتی‌گراد (۹۳۰ درجه فارنهایت) مقاومت به اکسیداسیون تیتانیوم به سرعت کاهش یافته و به وسیله اکسیژن، نیتروژن و هیدروژن که به‌صورت بین‌نشین در تیتانیوم حل می شوند، فلز به شدت به تردی مستعد می‌شود. در نتیجه، ذوب، انجماد و تبرید در حالت جامد مربوط به جوشکاری ذوبی را باید در محیط‌های خنثی یا خلأ انجام داد.

## جوش‌پذیری
جوش پذیری آلیاژهای مختلف تیتانیوم با یکدیگر متفاوت است و بسیار متأثر از فاز آن می‌باشد.

### آلیاژهای آلفا و شبه آلفا
آلیاژهای آلفا و شبه آلفا نظیر Ti-5Al-2.5Sn, Ti-6Al-2Sn-4Zr-2Mo, Ti-5Al-5Sn-2Zr-2Mo, Ti-6Al-2Cb-1Ta-1Mo و Ti-8Al-1Mo-1V همواره در شرایط آنیل‌شده جوشکاری می‌شوند. تیتانیوم و آلیاژهای تیتانیوم آلفا دارای جوش‌پذیری خوبی هستند، زیرا این آلیاژها به عملیات حرارتی حساس نیستند. به‌سبب داکتیلیته خوب، این آلیاژها در صورت آنیل شدن، دارای قابلیت جوشکاری خوبی هستند.

### آلیاژهای آلفا-بتا
جوشکاری آلیاژهای آلفا- بتا می‌تواند استحکام، داکتیلیته و چقرمگی را در نتیجه چرخه گرمایی‌ای که آلیاژها در معرض آن قرار می‌گیرند، به شدت تغییر دهد. آلیاژهای آلفا- بتا نظیر Ti-6Al-4V و دیگر آلیاژهای ضعیف پایدارشده بتا را می‌توان با موفقیت در شرایط آنیل یا در شرایط عملیات انحلالی‌شده یا پیرسازی ناقصی که در حین عملیات حرارتی آزادسازی تنش پساجوشکاری کامل می‌شود اتصال‌دهی نمود.

### آلیاژهای بتا
آلیاژهای شبه‌پایدار بتا نظیر Ti-13V-11Cr-3Al, Ti-11.5Mo-6Zr-4.5Sn, Ti-8Mo-8V-2Fe-3Al, Ti-15V-3Cr-3Al-3Sn و Ti-3Al-5V-6Cr-4Zr-4Mo در شرایط آنیل‌شده یا عملیات انحلالی‌شده جوش‌پذیر هستند. اتصالات جوشکاری‌شده دارای داکتیلیته مناسب، اما استحکام نسبتاً کم (در شرایط جوشکاری) هستند. اما از این اتصالات غالباً در این شرایط استفاده می‌شود زیرا اتصال جوشکاری‌شده ممکن است نسبت به فلز پایه، پاسخ متفاوتی به عملیات حرارتی داشته باشد، و عملیات حرارتی آلیاژهای جوشکاری‌شده بتا می‌تواند منجر به دشواری‌هایی در داکتیلیته اتصال شود.

## ملاحظات ویژه
تیتانیوم یک ماده بسیار واکنش‌پذیر بوده و با بسیاری از اتمسفرها برهم‌کنش می‌کند، و ملاحظات خاصی قبل و در حین اتصال‌دهی لازم است تا از ایجاد اتصالی موفقیت‌آمیز و استحکام قابل قبول اطمینان حاصل گردد. اگر اقدامات پیش‌گیرانه صحیحی اتخاذ گردند تیتانیوم و آلیاژهای تیتانیوم را می‌توان در شرایط دمایی زیر صفر تا دماهای بالا جوشکاری کرد. بیشتر روش‌های جوشکاری در تیتانیوم امکان‌پذیر هستند. آلیاژهای تیتانیوم را می‌توان به‌صورت ذوبی یا حالت جامد جوشکاری کرده و نیز لحیم‌کاری نمود. در هنگام جوشکاری تیتانیوم و آلیاژهای تیتانیوم، هیچ ماده پوشاننده‌ای مورد نیاز نیست اما می‌توان برای لحیم‌کاری در برخی مواقع از فلاکس استفاده کرد.
جوش‌های آلیاژی تیتانیوم معمولاً در شرایطی حساس به خستگی هستند و نیاز به عملیات آزادسازی تنش پس از جوشکاری دارند. دماهای خاص آزادسازی تنش و زمان‌های آن به فلز پایه بستگی دارد. موارد زیر می‌بایست در جوشکاری تیتانیوم در نظر گرفته شود.
1. عناصر بین‌نشین مضر نباید در ناحیه اتصال وجود داشته باشند.
2. آلودگی‌ها (نظیر گرد و روغن) نباید در ناحیه اتصال وجود داشته باشند.
3. از تغییرات فازی مضر باید جلوگیری کرد تا داکتیلیته اتصال حفظ شود.

## روش‌های جوشکاری

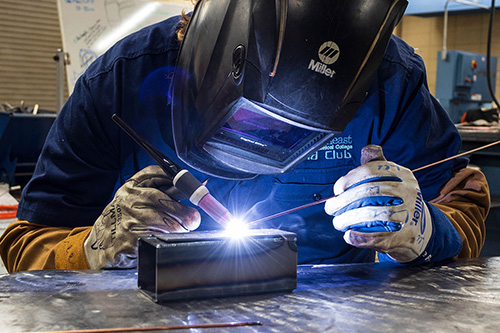

تیتانیوم و آلیاژهای آن اغلب با فرآیندهای جوشکاری قوسی تنگستن گاز محافظ و قوسی فلز گاز (GMAW یا MIG) جوش داده می‌شوند. جوشکاری مقاومتی، قوس پلاسما، جوشکاری با پرتو الکترون و جوشکاری اصطکاکی نیز به‌میزان محدود روی تیتانیوم اجرا می‌شوند.
هرکدام از این فرایندها در موقعیت‌های خاص مزایای خاص خود را دارند. با این حال، تمرکز اصلی روی MIG و TIG است. لازم است ذکر شود که بسیاری از اصول مورد بحث، برای کلیهٔ فرایندها قابل استفاده است.

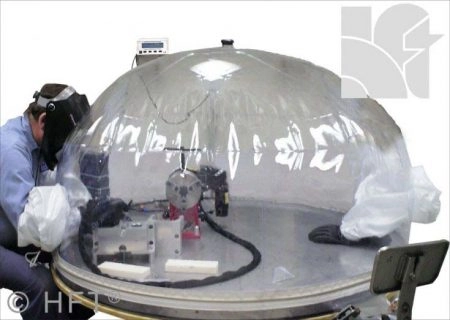

## محافظت جوش
در هنگام جوشکاری تیگ و میگ از گازهای محافظ آرگون یا هلیوم استفاده می‌شود. این گازها با نقطهٔ شبنم ۴۶- درجهٔ سلسیوس و کمتر به کار می‌روند. نقطهٔ شبنم (Dew Point) دمایی است که در آن، هوا با استفاده از بخار مایع اشباع شده‌است. در این دما نرخ معیان بخار و نرخ تبخیر مایع، با یکدیگر برابر هستند. پایین‌تر از دمای شبنم، مایع شروع به نشستن روی سطوح جامد می‌کند.
به‌طور کلی برای موارد زیر، لازم است تأمین گاز به صورت جداگانه انجام گیرد:
· محافظت اولیه از حوضچهٔ جوش مذاب
· محافظت ثانویه از رسوب جوش درحال خنک شدن و مناطق HAZ مرتبط با آن
· گاز محافظ پشتیبان برای پشت جوش و مناطق HAZ مرتبط با آن

### محافظت اولیه
محافظت اولیه از گودال جوش مذاب با انتخاب مشعل جوشکاری مناسب فراهم می‌شود. کاپ بزرگ برای تأمین محافظت کافی برای کل حوضچهٔ مذاب تیتانیوم لازم است. لنزهای گازی مناسب نیز جریان گاز خنثای یکنواخت و غیر توربولانت (نامتلاطم) را فراهم می‌کنند.
در دستیابی به قوس پایدارتر در محافظت اولیه، آرگون نسبت به هلیوم بهتر عمل می‌کند. در صورت تمایل به ولتاژ بالاتر، قوس داغ تر و نفوذ بیشتر، می‌توان از مخلوط آرگون-هلیوم استفاده کرد. توجه شود که حتماً باید از نرخ جریان گاز توصیه شده توسط سازندهٔ مشعل استفاده شود.
نرخ جریان گاز در حدود 20cfh در عمل رضایت بخش بوده‌است. اعمال جریان بیش از حد به مشعل، ممکن است باعث تلاطم و از بین رفتن محافظت شود. به‌طور کلی این که محافظت اولیه اثربخش خواهد بود یا خیر را باید قبل از جوشکاری ارزیابی کرد.
اعمال گاز محافظ، باید تا پس از تشکیل حوضچهٔ مذاب، قطع شدن قوس و سرد شدن جوش ادامه یابد. جوش‌های غیر آلوده و به درستی محافظت شده، ظاهری براق و نقره ای خواهند داشت.

### محافظت ثانویه
محافظ ثانویه وظیفهٔ محافظت از فلز جوش داده شدهٔ تیتانیوم و مناطق HAZ مرتبط با آن را به عهده دارد. این محافظت تا رسیدن دما به ۴۲۷ درجهٔ سلسیوس یا پایین‌تر ادامه خواهد داشت.
محافظ‌های ثانویه، متناسب با یک مشعل خاص و یک عمل جوشکاری خاص تولید می‌شوند. شرایط اعمال این گازها باید بسیار جمع و جور طراحی شود. و البته امکان توزیع یکنواخت گاز محافظ را در دستگاه فراهم کند.
همچنین نیاز احتمالی به خنک کردن با آب (خصوصا برای مقاطع بزرگتر) باید در نظر گرفته شود. پخش کننده‌های برنزی متخلخل (Porous bronze diffusers) با فراهم کردن جریان یکنواخت و غیر متلاطم گاز خنثی، بهترین پیشنهاد برای اعمال محافظت ثانویه هستند.

### محافظت پشتیبان
هدف اصلی سیستم‌های پشتیبان، ایجاد محافظت از طریق گاز خنثی در سمت ریشهٔ جوش و مناطق تحت تأثیر حرارت مرتبط با آن است. این سیستم‌ها غالباً شبیه محافظ‌های ثانویه هستند. همچنین ممکن است به صورت دستی، گیره ای یا دائمی نصب شوند.
میله‌های پشتیبان مسی خنک شونده با آب (یا میله‌های فلزی عظیم) برای سرد کردن جوش استفاده می‌شوند. این میله‌ها اغلب دارای یک شیار هستند. این شیار درست در زیر (یا بالای) محل اتصال قرار می‌گیرد. برای ایجاد محافظت کافی، حدود 10cfh جریان گاز بی اثر در هر فوت خطِ شیار لازم است. در این راستا اغلب از سیستم‌های محافظ Makeshift برای جوشکاری تیتانیوم در شرایط کارگاهی یا روباز استفاده می‌شود. این سیستم برای محصور کردن کامل قطعهٔ کار و پر کردن آن با گاز بی اثر، از پلاستیک استفاده می‌کند. به علاوه، از فویل آلومینیوم یا فولاد ضدزنگ به عنوان محافظ پشتیبان استفاده می‌شوند. هنگامی که از چنین تکنیک‌هایی استفاده می‌شود، بسیار مهم است که تمام هوایی که باعث آلودگی جوش تیتانیوم می‌شود، از سیستم زدوده شود. اعمال گاز بی اثر با حجم ده برابر حجم هوای خارج شده، یک میزان مناسب است. توجه شود که تا زمان اتمام جوشکاری، باید میزان متوسط گاز بی اثر حفظ شود.

## نقایص جوش[۷]
در بسیاری از سیستم‌های آلیاژی، جوش پذیری توسط قابلیت آلیاژ برای ایجاد جوشی عاری از نقایص یا عیوب تعیین می شود. نقایصی که ممکن است در حین جوشکاری آلیاژهای تیتانیوم با آن برخورد شود عبارتند از:

### جدایش (ماکرو و میکرو جدایش)
در سازه های جوشکاری شده گدازشی از جنس آلیاژ تیتانیوم، میکروجدایش عمدتاً به صورت باند عرضی از عنصر حل شونده رخ می دهد. این باندهای غنی یا تهی از عنصر حل شونده معمولاً به شکل حلقه هایی از خطوط منحنی روی سطح سازه جوشکاری شده پولیش و حکاکی شده پدیدار می شوند و به تغییرات گرمایی در حوضچه جوش که به‌طور دوره ای سرعت فصل مشترک جامد- مذاب را تغییر می دهد نسبت داده می شود. باند عرضی از عنصر حل شونده با استفاده از فرایندهای جوشکاری قوسی و پرانرژی رخ داده‌است.
شرایط انجماد غیرتعادلی تجربه شده در حین جوشکاری گدازشی منجر به شکسته شدن فصل مشترک در حال پیشرفت جامد-مذاب به زیرساختارهای سلولی، سلولی- دندریتی و دندریتی می شود. شکسته شدن فصل مشترک در جوش‌های آلیاژهای تجاری تیتانیوم به جدایش عناصر آلیاژی در یک مقیاس بین سلولی یا بین دندریتی مربوط می شود. میکروجدایش در سازه‌های جوشکاری شده از جنس آلیاژ شبه پایدار بتا بارزتر از آلفا- بتاست. این رفتار عمدتاً به دلیل سطح بسیار بالاتر عناصر آلیاژی (و در نتیجه تفاوتهای مطلق ترکیبی در ناحی جدایش یافته) و نبودن یک ساختار استحاله شده در ناحیه گدازش بتای باقیمانده است.

### ترک انجمادی
نسبت به بسیاری از دیگر آلیاژهای سازه ای نظیر آلیاژهای آلومینیوم و بسیاری از فولادهای ضدزنگ آستنیتی، آلیاژهای تیتانیوم معمولاً مستعد به ترک انجمادی در ناحیه گدازش محسوب نمی شوند. اما تحت شرایط سخت قیدگذاری، ترک انجمادی در راستای مرزدانه‌های بتای ستونی می تواند رخ دهد. برخی کارهای پژوهشی روی ترک انجمادی Ti-6Al-4V نشان دادند که ترک انجمادی را باید در هنگام طراحی اتصالات در قطعات سازه ای Ti-6Al-4V در نظر گرفت. اما این موضوع معمولاً با مقاومت به ترک مشهور این آلیاژ در تناقض است. شرایط قید و کرنش در تست می تواند به شدت بر موضوع مقاومت به ترک تأثیر بگذارد.
در بیشتر آلیاژهای تیتانیوم، وجود رسوبات ریز فاز ثانویه یا ذرات رسوب کرده نظیر رسوبات آلومینیوم و نیکل در آلیاژهای پیرسخت شده منتفی است. با توجه به این واقعیت که ناخالصی‌های موجود در مرزدانه ها محدود هستند آلیاژهای تیتانیوم معمول معمولاً به ترک در HAZ یا ترک ذوبی در فلز جوش بسیار مقاوم هستند. در آلیاژهای تیتانیوم استحکام یافته توسط رسوبات ریز RE، ذوب ذرات رسوبی ریز در HAZ جوش می تواند رخ دهد که این مذاب، متعاقباً مرزدانه‌های بتای همسایه را تر می کند. هرچند ترک در راستای این مرزها مشاهده نشده‌است اما انتظار می رود که در جوشکاری قوی این آلیاژها تحت شرایط قید بالا روی جوش، ترک رخ دهد.

### ترک ناشی از آلودگی‌ها و ناخالصی‌ها
هنگامی که تیتانیوم در معرض هوا، رطوبت یا هیدروکربنها در دماهایی بیش از °C 500 (°F 930) قرار می گیرد به سادگی اکسیژن، نیتروژن، کربن و هیدروژن را جذب خواهد کرد. این اتم‌های کوچک عناصر بین نشین به شبکه بلوری به شکل تک اتمی وارد خواهند شد و به مکان‌های بین نشین (مکانهای واقع بین اتمهای تیتانیوم) مهاجرت خواهند کرد. همان‌طور که قبلاً ذکر شد، این عناصر بین نشین از تغییرشکل پلاستیک جلوگیری کرده و استحکام را افزایش می دهند اما موجب یک افت محسوس در داکتیلیته می شوند.

### تردی هیدروژنی
درحالی‌که هیدروژن نقشی کلیدی در ترک ناشی از آلودگی و ناخالصی ایجاد می کند، همان‌طور که قبلاً ذکر شد، این عنصر همچنین می تواند منجر به تردی هیدروژنی یا ترک تأخیری هیدروژنی با وارد شدن به تیتانیوم به شیوه‌های دیگر شود.